# Лозы (Тернопольская область)
Лозы (укр. Лози) — село в Вишневецкой поселковой общине Кременецкого района Тернопольской области Украины.
До 2020 года входило в Збаражский район.
Код КОАТУУ — 6122486001. Население по переписи 2001 года составляло 664 человека.

## Географическое положение
Село Лозы находится на левом берегу реки Горынь, выше по течению примыкает посёлок Вишневец, ниже по течению на расстоянии в 3 км расположено село Котюжины, на противоположном берегу — сёла Старый Вишневец и Бодаки.
Через село проходит автомобильная дорога Т-2009.

## История
- 1405 год — дата основания.

## Объекты социальной сферы
- Школа I ст.
- Клуб.
- Фельдшерско-акушерский пункт.

## Достопримечательности
- Братская могила советских воинов.
- Дом где родился украинский писатель Харчук Борис Никитович.

## Известные люди
- Харчук, Борис Никитович (1931—1988) — родился в селе Лозы.